# Мотовилова, Софья Николаевна
Софья Николаевна Мотовилова (6 февраля 1881, Симбирск — 28 февраля 1966, Киев) — библиотекарь, библиограф, литератор, мемуарист. Племянница Р. Э. Классона, тётя В. П. Некрасова. Была знакома и переписывалась с Б. Пастернаком, И. Г. Эренбургом, В. Я. Брюсовым, К. И. Чуковским, В. Г. Короленко, Д. Д. Бурлюком и многими другими.

## Биография
Софья Николаевна Мотовилова родилась 6 февраля 1881 года в городе Симбирск в семье помещика. В 1909 году окончила физико-математический факультет Высших женских курсов в Петербурге. После окончания курсов была оставлена при кафедре геологии у Ф. Левинсона-Лессинга. В 1915 году была выпускница первых библиотечных курсов в России, организованных при университете Шанявского. Заведовала библиотекой в Самаре. С 1918 по 1919 год работала в Наркомпросе под руководством Н. К. Крупской и В. Я. Брюсова.
С 1919 года жила в Киеве. Многолетний библиограф библиотеки Всеукраинской академии наук, а также библиограф в научно-исследовательских и учебных институтах. В 1956 году в период травли Б. Пастернака С. Мотовилова, которая знала его ещё по работе в 1918 году в Наркомпросе, начала с ним взаимную переписку. Пастернак ей писал: 

Я написал Вам большое письмо об этой стороне моей судьбы, слишком подробное, наверное, по Вашей вине, потому что в такие подробности завел меня порыв моей благодарности Вам.
Всю жизнь вела дневник. О её литературных способностях Корней Чуковский в 1960 годах отозвался следующим образом: 

Я всегда высоко ценил Ваш литературный талант… Прочитал все Ваши рукописи. Все талантливо, все интересно. Особенно хороши они будут в книге, так как все они перекликаются между собой и дополняют друг друга.
Скончалась 28 февраля 1966 в Киеве, и похоронена на Байковом кладбище, на участке № 13.

## Семья
- Сестры — Зинаида Николаевна Некрасова (1879—1970) — врач, Вера Николаевна Мотовилова-Ульянова (1885—1968[21]).